# Василиј Зајцев
Василиј Григорјевич Зајцев (рус. Василий Григорьевич Зайцев; 23. март 1915 — 15. децембар 1991) био је совјетски снајпер који је током Великог отаџбинског рата за време Стаљинградске битке, у периоду од 10. новембра до 17. децембра 1942. године, убио 225 немачких војника и официра и њихових савезника (укључујући и 11 непријатељских снајпера). Херој Совјетског Савеза и почасни грађанин града-хероја Волгограда.

## Биографија
Рођен је 23. марта 1915. године у селу Јеленинскоје које се налази на Уралу. Одрастао је у сеоској породици у којој је и научио вештину стрељаштва. Иако многи мисле да је Зајцева обучавао његов деда он је подучаван од оца, ловећи дивљач на Уралу. Користећи пушку Мосин Наган модел 1891 стекао је знања у области гађања далеких и покретних мета без оптичког нишана.
Основну школу је завршио у родном месту, а средњу школу у Чељабинску. Године 1930, је завршио Грађевински факултет у граду Магнитогорску. Од 1937. године служио је војску у Тихоокеанској флоти, где је радио као писар у артиљеријском одељењу. Након студија на Војно-пословној школи постављен је за шефа финансијског дела Тихоокеанске флоте у заливу Преображења. На овој функцији га је и затекао почетак Великог отаџбинског рата, јуна 1941. године.

### Велики отаџбински рат
У лето 1942. године, после пет молби, коначно је био одобрен захтев подофицира Василија Зајцева да буде упућен на фронт. Септембра 1942. године, заједно са осталим војницима из Тихоокеанске флоте, Зајцев је дошао у Стаљинград где је распоређен у 1047. пешадијски пук 284. пешадијске дивизије 62. совјетске армије. Пошто се налазио на дужности курира и везисте на источној обали Волге, мало је фалило да уопште не учествује у директним борбама за Стаљинград.
Када су војници 13. гардијске дивизије генерала Александра Родимцева 14. септембра 1942. године кренули у крвави прелазак Волге на западну обалу исте међу њима се нашао и Зајцев. По приспећу елиминисао је неколико немачких митраљезаца што је приметио један политички комесар. Због исказаног умећа и прецизности додељена му је снајперска пушка. Родимцевљеви војници су отишли да бране Мамајев Курган, а Зајцев је остао у порушеном граду. До 10. новембра убио је 32 непријатељска војника и постао „пропагандна бомба“ која је немачки морал још више урушила. Занимљивост је да је код већине својих мета Зајцев сакупио плочицу војника и тиме доказао број погодака. За само два месеца убио је преко 200 немачких војника (по неким проценама укупно током битке за Стаљинград је убио преко 300 немачких војника и официра). Следећи његов пример повећавао се број снајпера. У јануару 1943. године случајно је активирао против-пешадијску мину и тешко је рањен у десно око које је користио приликом нишањења. Професор Владимир Филатов је успео тешком и дугом операцијом да отклони последице и Зајцев се вратио у строј али му није дозвољено да се врати на фронт. Своју војну каријеру наставио је као инструктор за обуку снајпера. Лично је обучио 28 снајпера и написао је приручник за снајпере који се и дан данас користи у оружаним снагама Русије. По неким проценама његови ученици су елиминисали преко 3.000 немачких војника у Стаљинграду.
Поред Стаљинградске битке, Зајцев је учествовао и у борбама у региону Донбаса, у бици за Дњепар, борбама у близини Одесе и Дњестра. Крај рата маја 1945. године дочекао је са чином капетана у болници у Кијеву.

### Послератни период и смрт
Непосредно по завршетку рата био је инструктор за снајпере у Минску, али је убрзо после тога демобилисан и преселио се у Кијев. Био је командант Печерског округа. Завршио је дописне курсеве на Свесавезном институту за текстилну и лаку индустрију и постао инжењер. Радио је као директор инжењерског постројења и директор фабрике одеће „Украјина“. Објавио је књигу, својеврсни дневник, „Белешке снајпера“ у којој је забележио своја кретања и акције. Акције и снајперске технике се и дан данас изучавају на Руској војној академији, па чак и на Вест Поинт-у.
Берлин је посетио након рата. Ту се сусрео са својим ратним друговима, који су борећи се прешли пут од Волге до Шпреје. На свечаној церемонији Зајцев је добио своју снајперску пушку са угравираним натписом: „Херој Совјетског Савеза гардијски капетан Василиј Зајцев, сахранио у Стаљинграду више од 300 фашиста“ (рус. Герою Советского Союза Зайцеву Василию, похоронившему в Сталинграде более 300 фашистов). Ова пушка чува се у Музеју одбране града у Волгограду. Поред ње се налази плоча са натписом: „У периоду уличних борби у граду снајпер 284 стрељачке дивизије В. Г. Зајцев из ове пушке убио је више од 300 нациста, обучио је снајперској вештини 28 совјетских бораца. У време рањавања Зајцева, ова пушка је предата најбољем снајперу“.
Василиј Зајцев умро је 15. децембра 1991. године (десет дана пре званичног распада Совјетског Савеза). Иако је његова лична жеља била да буде сахрањен у меморијалном комплексу на Мамајев Кургану у Волгограду, првобитно је сахрањен на Војном спомен гробљу у Кијеву. Године 2005, поводом 60-годишњице Победе над фашизмом, супруга Василија Зајцева, Зинаида, обратила се руководству града Волгограда са молбом да услише последњу жељу њеног супруга и његове посмртне остатке пребаце на Мамајев Курган. Ова молба је испуњена и 31. јануара 2006. године посмртни остаци Василија Зајцева су пренети и са највишим војним почастима сахрањени у меморијалном комплексу на Мамајевом Кургану. Сахрањен је у близини гробова пилота и двоструког Хероја Совјетског Савеза Василија Јефремова и председника Комитета за одбрану Стаљинграда Алексеја Чуианова. Гроб Василија Зајцева налази се у близини споменика на којем се налази знаменита фраза самог Зајцева - „Иза Волге за нас није било земље“ (рус. За Волгой для нас земли нет).

## Одликовања и титуле
Указом Президијума Врховног совјета Совјетског Савеза од 22. фебруара 1943. године млађи поручник Василиј Зајцев је „за своју храброст у борби против нацистичких окупатора“ добио звање Хероја Совјетског Савеза. Поред овог највишег почасног звања у Совјетском Савезу, Зајцев је одликован и Орденом Лењина, два Ордена црвене заставе другог степена и Орденом Отаџбинског рата првог степена.
Такође је и носилац великог броја совјетских медаља, међу којима су:
|  | Херој Совјетског Савеза                                                             |
|  | Орден Лењина - четири пута                                                          |
|  | Орден Црвене заставе - два пута                                                     |
|  | Орден Значке части                                                                  |
|  | Медаља за храброст                                                                  |
|  | Јубиларна медаља „У знак сећања на 100. од рођења Владимира Илича Лењина“           |
|  | Медаља "За одбрану Стаљинграда"                                                     |
|  | Медаља "За победу над Немачком у Великом отаџбинском рату 1941-1945."               |
|  | Јубиларна медаља „Двадесет година од победе у Великом отаџбинском рату 1941-1945.“  |
|  | Јубиларна медаља „Тридесет година од победе у Великом отаџбинском рату 1941-1945.“  |
|  | Јубиларна медаља „Четрдесет година од победе у Великом отаџбинском рату 1941-1945.“ |
|  | Јубиларна медаља "Тридесет година Совјетске војске и морнарице"                     |
|  | Јубиларна медаља „Четрдесет година оружаних снага СССР"                             |
|  | Јубиларна медаља „Педесет година оружаних снага СССР"                               |
|  | Јубиларна медаља „Шездесет година оружаних снага СССР"                              |
|  | Јубиларна медаља „Седамдесет година оружаних снага СССР"                            |

Указом Градског совјета народних депутата Волгограда од 7. маја 1980. године за посебне заслуге приликом одбране града и разбијања немачко-фашистичке војске током Стаљинградске битке Василију Зајцеву додељено је звање „почасног грађанина града-хероја Волгограда“.

## Технике
Василиј Зајцев је био познат по томе што је у акцији најчешће учествовао сам. Развијао је специјалне и детаљне планове распореда снајпера које је обучавао да би могли да покрију што већи простор. Саветовао је снајпере да пуцају прецизно: један метак — смртоносни погодак. То је допринело томе да се не зна где Зајцев дејствује тако да ниједан немачки војник није био сигуран.
Крајем октобра му се придружује и Куликов, још један одличан совјетски снајпер. Овај тандем је задавао муке командној структури немачке 6. армије пуна два месеца.
За разлику од осталих совјетских снајпера, Зајцев је практиковао дубоки продор у непријатељску позадину. Користећи се канализацијом, рушевинама а често и мраком, залазио је и по три километра у непријатељску позадину и вребао мете. Укопавши се у рушевине, крш и лом који је прекривао Стаљинград, могао је да чека сатима да му се на нишану појави немачки официр. Имао је обичај и да не мења положај после паљбе тако да немачки војници нису могли да га открију по покретима и повлачењу. Највише убистава је постизао у рану зору када је сунце заклањало чист видик немачким војницима.
Иако је био инструктор многим снајперима често је командовао целом четом истих и добијао наређења која места да брани. Када би се појавила 2 до 5 снајпера цела немачка чета би била заустављена. Када би се појавио са комплетним саставом, комплетан немачки напад би стао. Лично је заслужан за одбрану фабрике „Црвени Октобар“ где је провео неколико дана на највишем месту у том делу града, на димњаку фабрике.

## Контроверзе
Око Зајцева круже многе приче и дан данас, многе непотврђене. Једна од њих је елиминација немачког снајперског инструктора из Зосена, мајора Хајнца Торвалда. По тим причама он је лично послат да би убио Зајцева, али га је Зајцев после вишедневног надмудривања елиминисао. По речима Зајцева, после вишедневног маневрисања и избегавања, његов колега Куликов је успео да намами Торвалда уз помоћ чувене технике штап-шлем: на штап је ставио шлем, подигао га док је Зајцев осматрао и када је шлем добио погодак Куликов је завриштао као да је погођен. Зајцев је тада уочио Торвалдову главу који се придигао испод гомиле лима да осмотри погодак и убио га. Зајцев је предао у музеј оптички нишан снајпера кога је елиминисао. Торвалдов оптички нишан, наводно најдражи Зајцевљев ратни трофеј, изложен је у Музеју оружаних снага у Москви. Овај двобој двојице чувених снајпера приказан је у холивудском филму „Непријатељ пред вратима“.
Постоји још једна контроверза која је брзо разбијена, по којој је Зајцев само плод пропаганде и по којој он нема више од 20 погодака током целе битке. Међутим, то је побијено тако што су показане плочице убијених немачких војника, којих има преко 150.
Током битке за Стаљинград истакао се још један руски снајпера познат по надимку Зикан, који је убио 224 немачка војника и чији идентитет није познат.